# Egvekinot
Egvekinot (ryska Эгвекинот) är en ort i den autonoma regionen Tjuktjien i Ryssland. Egvekinot är en hamn med 35 meters frigång i Krestabukten vid Berings hav. Folkmängden uppgår till cirka 3 000 invånare.
Egvekinot grundades den 1 mars 1946.